# Ursula Franklin
Ursula Martius Franklin CC OOnt FRSC (Munique, 16 de setembro de 1921 - Toronto, 22 de julho de 2016) foi uma metalurgista alemã-canadense, pesquisadora sobre Física, autora e educadora que lecionou na Universidade de Toronto por mais de 40 anos. Entre suas obras estão: The Real World of Technology, baseado em suas palestras na Conferência Massey de 1989; The Ursula Franklin Reader: Pacifism as a Map, uma coleção de seus artigos, entrevistas e palestras; e Ursula Franklin Speaks: Thoughts and Afterthoughts, contendo 22 de seus discursos e cinco entrevistas entre 1986 e 2012. Franklin foi uma quaker praticante e trabalhou ativamente em prol de causas pacifistas e feministas. Escreveu e falou extensivamente sobre a futilidade da guerra e a conexão entre paz e justiça social. Franklin recebeu numerosas honras e prêmios, incluindo o Prêmio do Governador Geral em Comemoração do Caso Pessoas por promover a igualdade de meninas e mulheres no Canadá e a Medalha de Paz Pearson por seu trabalho em prol dos direitos humanos. Em 2012, foi introduzida no Hall da Fama Canadense de Ciência e Engenharia. Uma escola secundária de Toronto, a Ursula Franklin Academy, foi nomeada em sua homenagem.
Franklin é mais conhecida por seus escritos sobre os efeitos políticos e sociais da tecnologia. Para ela, a tecnologia era muito mais do que máquinas, aparelhos ou transmissores eletrônicos. Era um sistema abrangente que inclui métodos, procedimentos, organização "e acima de tudo, uma mentalidade". Ela distinguiu entre tecnologias holísticas usadas por trabalhadores artesanais ou artesãos e prescritivas associadas a uma divisão do trabalho na produção em larga escala. As tecnologias holísticas permitem que os artesãos controlem seu próprio trabalho do início ao fim. As tecnologias prescritivas organizam o trabalho como uma sequência de etapas que requerem supervisão de chefes ou gerentes. Franklin argumentou que o domínio das tecnologias prescritivas na sociedade moderna desencoraja o pensamento crítico e promove "uma cultura de conformidade".
Para alguns, Franklin pertence à tradição intelectual de Harold Innis e Jacques Ellul, que alertam sobre a tendência da tecnologia de suprimir a liberdade e pôr em risco a civilização. A própria Franklin reconheceu sua dívida com Ellul e com vários outros pensadores, incluindo Lewis Mumford, C.B. Macpherson, E.F. Schumacher e Vandana Shiva. Essa dívida não foi sem reconhecer que essa lista estava em grande parte ausente de mulheres. Além da filosofia da tecnologia, ela acreditava que a ciência estava "seriamente empobrecida porque as mulheres são desencorajadas a participar da exploração do conhecimento".

## Primeiros anos
Ursula Maria Martius nasceu em Munique, Alemanha, em 16 de setembro de 1921. Sua mãe era judia e historiadora da arte e seu pai, etnógrafo, é originário de uma antiga família protestante alemã. Franklin afirmou uma vez que seu pai era "africanista". Por causa da perseguição nazista aos judeus, seus pais tentaram enviar sua única filha para a escola na Grã-Bretanha quando a Segunda Guerra Mundial estourou, mas os britânicos se recusaram a emitir um visto de estudante para menores de 18 anos. Ursula estudou química e física na Universidade de Berlim até ser expulsa pelos nazistas. Seus pais foram internados em campos de concentração, enquanto a própria Franklin foi enviada para um campo de trabalhos forçados e reparou prédios bombardeados. A família sobreviveu ao Holocausto e se reuniu em Berlim após a guerra.

## Obra
- 1984 Knowledge reconsidered : a feminist overview = Le savoir en question : vue d'ensemble féministe. Ottawa: Canadian Research Institute for the Advancement of Women ISBN 978-0-919653-44-3
- 1985 Will women change technology or will technology change women?. Ottawa: Canadian Research Institute for the Advancement of Women ISBN 978-0-919653-09-2
- 1992 The Real World of Technology. (CBC Massey lectures series.) Concord, ON: House of Anansi Press ISBN 0-88784-531-2
- 1996 Every Tool Shapes the Task: Communities and the Information Highway (Discussion Series #5). Vancouver: Lazara Press ISBN 0-920999-30-1
- 2006 The Ursula Franklin Reader: Pacifism as a Map. Toronto: Between the Lines Books ISBN 1-897071-18-3
- com Sarah Jane Freeman. Ursula Franklin Speaks: Thoughts and Afterthoughts. McGill-Queen's University Press ISBN 0773543848